# Simó Gratacòs i Oliveras
Simó Gratacòs i Oliveras (Figueres, 21 de gener del 1891 - Figueres, 2 de gener del 1951) va ser un músic empordanès, compositor i instrumentista de piano i flauta travessera.

## Biografia
Estudià solfeig amb Eusebi Vila, i composició i harmonia amb Josep Cirilo Expósito (Cartagena, 1869 - Figueres, 1949). Fundà i l'Orfeó Germanor Empordanesa (1914-1918) del Casino Menestral Figuerenc, i també portà la Capella Parroquial de Figueres. Amb mossèn Carles Vidal participà en el moviment juvenil i patriòtic Pomells de Joventut (1921-1923); milità a la Lliga Catalana, va ser regidor municipal de Foment i Obres del consistori figuerenc el 1934 i després de la guerra civil espanyola va ser breument (febrer-octubre del 1939) Tinent d'alcalde de Foment. En el camp professional, es guanyà la vida com a mestre d'obres, continuant l'ofici patern, i va ser contractista de construccions importants a l'Empordà, com la reconstrucció de l'ajuntament (1949-1950), i la construcció (1932) del Sindicat Agrícola de Cabanes o la reconstrucció de l'església parroquial de Sant Pere de Figueres (molt malmesa durant la guerra, va ser reconstruïda entre els anys 1941 i 1948).
Com a compositor, va ser autor d'una quarantena de sardanes, la més coneguda i interpretada de les quals fou Jovenívola; també compongué goigs, caramelles, cançons populars, ballables i música per a l'escena. El seu fons musical personal es conserva al figuerenc Foment de la Sardana Pep Ventura. El seu paper de compositor tingué un exercici limitat en el temps: en casar-se, als trenta anys, renuncià a escriure més.
Tingué dues germanes, la professora de música i pianista Margarida Gratacòs, i Pepita Gratacòs, que el 1922 es casà amb el filòsof i escriptor Alexandre Deulofeu. Cosí dels tres germans fou l'il·lustre compositor figuerenc Francesc Basil i Oliveras, i Simó va ser pare del farmacèutic Joan Gratacòs i de la pianista Maria Rosa Gratacòs i Fàbrega (Figueres, 1929-2021).
A l'any 1972 se li va dedicar un festival artístic, en homenatge, amb la interpretació de peces seves i té un carrer dedicat a la seva Figueres natal.

## Selecció de sardanes
- Els dansaires (1914), amb lletra de Joan Antich i Puquí
- Desengany
- El despertar de ma aimada
- Flor i espines
- Jovenívola (1922), enregistrada[9]
- Marinereta i Pensant en tu, primeres sardanes
- Pluja de flors (1929, o abans)
- Sota el cel de Catalunya, enregistrada[10][11]